# Komono (ville)
Pour les articles homonymes, voir Komono (homonymie).
Komono est une ville de la République du Congo, située dans le département de la Lékoumou sur une altitude moyenne de 461 m. Elle est le chef-lieu du district de Komono.